# Yuexiu
Yuexiu (Chinees: 越秀区/越秀區, pinyin: Yuèxiù Qū) is een district van de Chinese stad Guangzhou.
Yuexiu is verdeeld in de volgende 18 subdistricten.